# Froreich (Adelsgeschlecht)

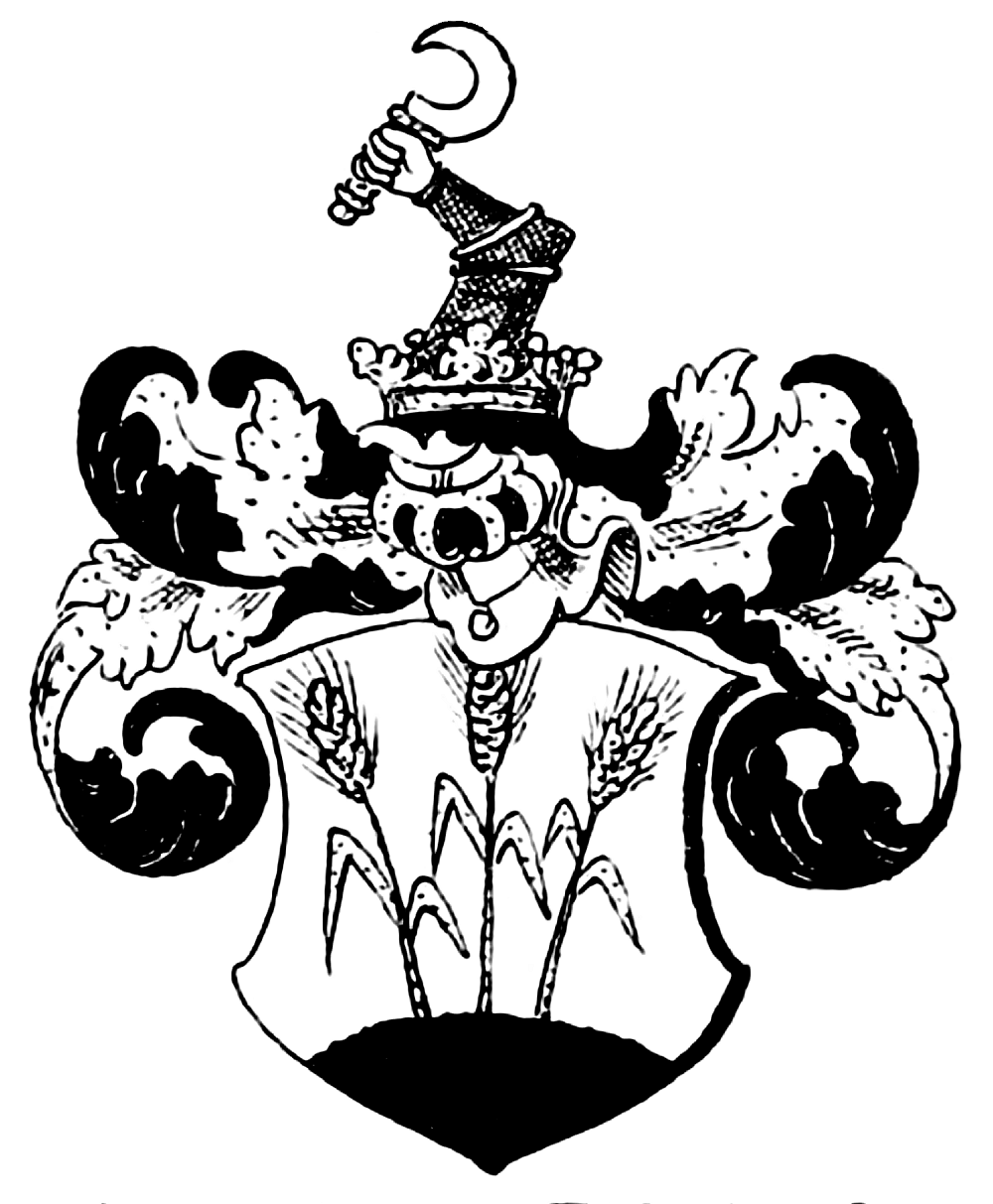
Wappen derer von Froreich

Froreich, auch Frohreich ist der Name eines ursprünglich deutsch-baltischen, später pommerschen Adelsgeschlechts.

## Geschichte
Die altadlige Familie war vermutlich mit dem Deutschen Orden nach Livland und Kurland gekommen. Von dort aus ließ sich 1412 Metzig von Froreich, dessen Bruder Canonicus zu Kolberg war, in Hinterpommern nieder. Er heiratete eine von Schlieven und wurde so der Stammvater der pommerschen Linie der Adelsfamilie. Das baltische Haus muss wenig später seinen Ausgang gefunden haben. Die gesicherte Stammreihe beginnt mit Georg von Froreich (* 1554), Hofrat, Landrentmeister und Erbherr auf Neuen Würzau bei Mitau  im Baltikum  und Neurese bei Kolberg. Möglicherweise ließ sich dieser  erst 1590 in  Pommern nieder. Unter seinen Enkeln Paul Richard von Froreich (* 1624; † 1722), Kammerherr der Königin Christine von Schweden und Erbherr auf Kaltenhagen, und Lorenz Heinrich von Froreich (* 1709), Erbherr auf Schulzenhagen, teilte sich die Familie in zwei Hauptäste, wovon der zweite noch im 18. Jahrhundert seinen Ausgang fand. Schon 1620 konnte das Geschlecht den Gutsbezirk Czarndamerow anteilig an sich bringen, späterhin waren auch die Güter Jüdenhagen, Plümenhagen, Datjow, Papenzin, Borkenhagen und Zowen in dessen Besitz.

## Wappen
Das Wappen zeigt Silber drei auf schwarzem Hügel stehende goldene Kornähren. Auf dem Helm mit schwarz-goldenen Decken ein silber-geharnischter Arm, in der Faust eine goldene Sichel mit aufwärts gekehrter Schneide haltend.

## Namensträger
- Metzig von Froreich, lebte nach 1412 im Fürstentum Cammin.
- Georg von Froreich (* 1554), wurde 1615 Landrentmeister des pommerschen Herzogs Casimir, der ihn mit dem Gut Neurese belehnte.
- Richard von Froreich (1591–1664), war der einzige Sohn des Georg von Froreich, wurde 1696 Dompropst zu Kolberg
- Paul Richard von Froreich (1624–1722), war während des Dreißigjährigen Kriegs in schwedischen Diensten, wurde danach von den pommerschen Ständen als Gesandter in Schweden eingesetzt
- Eggerd Georg von Froreich († 1700), russischer General und Kommandant von Moskau
- Johann Karl von Froreich (1716–1770), königlich-preußischer Major, Träger des Ordens Pour le Mérite
- Wilhelm Leopold von Froreich (1748–1808), preußischer Generalmajor
- Ulrich Karl von Froreich (1739–1801), preußischer Generalmajor
- Ernst Johann Karl Ludwig von Froreich (1778–1864), Landrat[4] des Kreises Wolmirstedt,[5] 1815 St. Johanniter-Orden[6]
- Karl von Froreich (1790–1867), preußischer Generalmajor
- Melanie von Etzel († 1907), geb. von Froreich, veröffentlichte unter dem Pseudonym Clara Jäger Jugendliteratur[7]